# Maximilian Gotz
Maximilian Gotz (* 27. Oktober 1963) ist ein deutscher Kommunalpolitiker (CSU). 2008 wurde er zum Ersten Bürgermeister der oberbayerischen Kreisstadt Erding gewählt und trägt seit der Erhebung von Erding zur Großen Kreisstadt zum 1. Januar 2013 die Amtsbezeichnung Oberbürgermeister.

## Werdegang
Gotz ist in Erding als selbständiger Gerbermeister niedergelassen.
Ein erstes politisches Mandat übernahm er nach der Kommunalwahl im Frühjahr 1990 im Stadtrat von Erding. Dort übernahm er nach der Kommunalwahl 1996 den Vorsitz der CSU-Fraktion. Gleichzeitig zog er in den Kreistag des Landkreises Erding ein, in den er seither dreimal (zuletzt 2014) wieder gewählt wurde. Von Mai 2002 war er stellvertretender Landrat.
Bei der Kommunalwahl 2008 setzte er sich in der Stichwahl um das Amt des Bürgermeisters mit 64,63 % der Stimmen gegen Rainer Mehringer (UWE) durch und übernahm zum 1. Mai 2008 sein Amt. Bei der Kommunalwahl 2014 wurde er bei zwei Mitbewerbern im ersten Wahlgang mit 62,79 % der Stimmen bestätigt.
Bei der Stichwahl am 29. März 2020 konnte Gotz sein Amt mit 59,3 Prozent der Wählerstimmen gegen Petra Bauernfeind verteidigen. Gleichzeitig sank die von Gotz geführte Stadt-CSU im Stadtrat von 17 auf 13 Mandate ab.

## Weitere Ämter
Verbunden mit seinem Oberbürgermeisteramt sind die Aufsichtsratsvorsitze der Stadtwerke Erding GmbH, der Erdinger Stadthallen GmbH und der Erdgasversorgung Erding GmbH & Co. KG. Den Vorsitz führt er im Beirat der Überlandwerke Erding GmbH & Co. KG, im Stiftungsrat der Heiliggeist-Spitalstiftung, im Zweckverband für Geowärme Erding sowie (im turnusmäßigen Wechsel mit dem Landrat) in der Verbandsversammlung der Sparkasse Erding-Dorfen.

## Privates
Gotz ist verheiratet und hat vier Kinder.